# Weryzm
Weryzm (z łac. verus – prawdziwy) – kierunek w twórczości artystycznej, głównie włoskiej, ostatniego ćwierćwiecza XIX w., będący odmianą naturalizmu.
Głosił estetykę skrajnie mimetyczną, postulował wierne odtwarzanie rzeczywistości, prawdę, realizm, interesował się współczesnymi problemami społecznymi, przede wszystkim życiem wsi, krytykował ówczesne stosunki społeczne i sztukę symboliczną.
Najwybitniejszym przedstawicielem weryzmu jest Giovanni Verga, głównym teoretykiem Luigi Capuana.
Weryzm wpłynął na literaturę włoską XX w.

## Weryzm w muzyce operowej
Mianem weryzmu określa się również kierunek we włoskiej muzyce operowej przełomu XIX i XX w.
Był reprezentowany m.in. przez kompozytorów Pietro Mascagniego, Ruggiero Leoncavalla i Giaccomo Pucciniego. Za pierwszą operę werystyczną uznaje się Rycerskość wieśniaczą Mascagniego. Także w Polsce, Stanisław Moniuszko w operach Halka i Paria nawiązywał do tego samego nurtu. Opery werystyczne powstawały do realistycznych librett, charakteryzujących się wprowadzaniem na scenę zwykłych, współczesnych ludzi i w plastyce przedstawianiu życia prostego ludu.